# Село (повест)
„Село“ (на руски: Деревня) е повест на руския писател Иван Бунин, публикувана през 1910 година.
Сюжетът представя мрачния бит на безпросветните, мизерстващи и лишени от амбиции жители на обикновено руско село по време на Руската революция от 1905 година. При публикуването си в списание „Современний мир“ повестта предизвиква остри критики, идващи както от политическата десница, така и от левицата, заради негативното представяне на селячеството, но някои критици като Максим Горки дават положителни отзиви и днес тя е смятана за първия шедьовър в творчеството на Бунин.
„Село“ е издадена на български през 1980 година в сборника „Студена есен“ в превод на Лиляна Ацева.